# Broad Peak
Broad Peak (Urdu: بروڈ پیک; kinesiska: 布洛阿特峰; pinyin: Bùluòātè Fēng), från början K3, K för Karakoram och 3 för att det var det tredje berget som namngavs, är världens 12:e högsta berg och är beläget vid gränsen mellan Baltistan i Pakistan och Xinjiang i Kina, cirka åtta kilometer från K2. Berget består av tre toppar, huvudtoppen på 8 047 meter, centrala toppen på 8 016 meter och norra toppen på 7 550 meter.
Berget bestegs första gången 9 juni 1957 av ett österrikiskt lag lett av Marcus Schmuck. Klättrarna som nådde toppen var Fritz Wintersteller, Marcus Schmuck, Kurt Diemberger och Hermann Buhl.
1994 bestegs berget av den svenske klättraren Göran Kropp. Han besteg berget solo på arton och en halv timme.